# Oh Mercy
Oh Mercy je šestadvacáté studiové album amerického písničkáře Boba Dylana. Vydáno bylo v září roku 1989 společností Columbia Records a jeho producentem byl Daniel Lanois. Po několika neúspěšných albech se této desce dařilo lépe. V americké hitparádě se umístila na třicátém místě, v britské na šestém.

## Seznam skladeb
Autorem všech skladeb je Bob Dylan.
1. „Political World“ – 3:43
2. „Where Teardrops Fall“ – 2:30
3. „Everything Is Broken“ – 3:12
4. „Ring Them Bells“ – 3:00
5. „Man in the Long Black Coat“ – 4:30
6. „Most of the Time“ – 5:02
7. „What Good Am I?“ – 4:45
8. „Disease of Conceit“ – 3:41
9. „What Was It You Wanted“ – 5:02
10. „Shooting Star“ – 3:12

## Obsazení
- Bob Dylan – zpěv, kytara, klavír, harmonika, varhany
- Malcolm Burn – tamburína, klávesy, baskytara
- Rockin' Dopsie – akordeon
- Willie Green – bicí
- Tony Hall – baskytara
- John Hart – saxofon
- Daryl Johnson – perkuse
- Larry Jolivet – baskytara
- Daniel Lanois – dobro, lap steel kytara, kytara, omnichord
- Cyril Neville – perkuse
- Alton Rubin, Jr. – valcha
- Mason Ruffner – kytara
- Brian Stoltz – kytara
- Paul Synegal – kytara